# Paradise Hotel (Danmark, sæson 15)
Paradise Hotel 2019 (sæson 15) bliver sendt tirsdag, onsdag og torsdag fra den 26. marts. Den danske udgave af Paradise Hotel bliver sendt på TV3
- Vært: Rikke Gøransson
- Vindere: Teitur (300.000.)[1] og Anne (0 kr.)
- Finalister: Jonass (0 kr.) og Sarah (0 kr.)
- Jury: Klara, Nicolai, Sami, Louise, Camilla, Kasper og Thomas
- Sæsonpræmiere: 26. marts 2019
- Mr. Paradise: Jonass
- Miss Paradise: Sarah
- Kendte gæster: Basedboys og Bro
- Titelmelodi: Bro - Døgnrytme[2]
- Antal afsnit: 48
- Antal deltagere: 22

## Deltagere
| Navn                                  | Alder | Tjekket ind | Tjekket ud | Fra           | Grund til udtjekning |
| ------------------------------------- | ----- | ----------- | ---------- | ------------- | --- |
| Teitur Skoubo Juliansson              | 23    | Ep 1        | VINDER     | Skopun        | |
| Anne Plejdrup                         | 18    | Ep 5        | VINDER     | Nykøbing Mors | |
| Jonass Jannec Jensen                  | 23    | Ep 1        | Finalen    | Haslev        | |
| Sarah Tiedt                           | 24    | Ep 1        | Finalen    | Næstved       | |
| Klara Montes Jensen, (Jury)           | 19    | Ep 1, 44    | Ep 42, 47  | Nørrebro      | Ep 42: Parceremoni, stemt ud af Kasper Tandrup Wegner Eriksen til fordel for Louise Elfrida Meyer Ep 47: Stemt ud af drengene i en diskussion              |
| Nicolai Basic, (Jury)                 | 24    | Ep 1, 38    | Ep 20, 47  | Helsingør     | Ep 20: Parceremoni, stemt ud af Camilla Sølling Nederby til fordel for Sami Hansen Ep 47: Stemt ud af pigerne i en diskussion                              |
| Sami Hansen, (Jury)                   | 24    | Ep 17       | Ep 46      | Nørrebro      | Stemt ud af Louise Elfrida Meyer efter hun selv var røget ud                                                                                               |
| Louise Elfrida Meyer, (Jury)          | 23    | Ep 17       | Ep 46      | Esbjerg       | Stemt ud ved afstemning blandt de øvrige deltagere, hvor hun tabte til Jonass Jannec Jensen                                                                |
| Camilla Sølling Nederby, (Jury)       | 26    | Ep 1        | Ep 45      | Valby         | Smadrede urnen, fordi hun troede hendes billede lå deri |
| Kasper Tandrup Wegner Eriksen, (Jury) | 21    | Ep 29       | Ep 44      | Randers       | Valgt fra af Klara Montes Jensen til fordel for Sami Hansen                                                                                                |
| Frederik El Foxico Hernandez          | 27    | Ep 28       | Ep 40      | Fredericia    | Speciel parceremoni, stillede sig bag Anne Plejdrup som bar den farlige maske                                                                              |
| Thomas Møller Pedersen, (Jury)        | 26    | Ep 1        | Ep 36      | Søborg        | Parceremoni, stemt ud af Anne Plejdrup til fordel for Teitur Skoubo Juliansson                                                                             |
| Caroline Bøgelund Mikkelsen           | 23    | Ep 29       | Ep 32      | Bornholm      | Parceremoni, stemt ud af Frederik El Foxico Hernandez til fordel for Louise Elfrida Meyer                                                                  |
| Casper Haugaard                       | 20    | Ep 21       | Ep 28      | Kastrup       | Parceremoni, stemt ud af Louise Elfrida Meyer til fordel for Sami Hansen                                                                                   |
| Cecilie Digemose                      | 19    | Ep 1, 22    | Ep 11, 24  | Vordingborg   | Ep 11: Stemt ud ved uddrivelsesceremoni, hvor hun tabte til Mike Jørgensen Ep 24: Parceremoni, stemt ud af Sami Hansen til fordel for Louise Elfrida Meyer |
| Nadja Nygaard                         | 19    | Ep 13       | Ep 23      | Ringsted      | Stemt ud af Mike Jørgensen efter han selv var røget ud |
| Mike Jørgensen                        | 19    | Ep 5        | Ep 23      | Rødby         | Stemt ud af Casper Haugaard og Sarah Tiedt i en diskussion                                                                                                 |
| Helena Calzadilla Rasmussen           | 20    | Ep 10       | Ep 16      | Roskilde      | Parceremoni, stemt ud af Teitur Skoubo Juliansson til fordel for Nadja Nygaard                                                                             |
| Arnold Victor Frederiksen             | 20    | Ep 9        | Ep 12      | Næstved       | Parceremoni, stemt ud af Helena Calzadilla Rasmussen til fordel for Mike Jørgensen                                                                         |
| Lea Othmar Haskiel                    | 19    | Ep 1        | Ep 8       | København     | Parceremoni, stemt ud af Teitur Skoubo Juliansson til fordel for Anne Plejdrup                                                                             |
| Daniel Trier                          | 20    | Ep 1        | Ep 7       | Frederiksberg | Stemt ud ved afstemning blandt de øvrige deltagere, hvor han tabte til Cecilie Digemose                                                                    |
| Arbnora Dergic                        | 20    | Ep 2        | Ep 4       | Svendborg     | Parceremoni, stemt ud af Teitur Skoubo Juliansson til fordel for Lea Haskiel                                                                               |

1. ↑  Da Kasper Tandrup Wegner Eriksen tjekkede ud, skulle han vælge en person på hotellet til at have en skæbnesvanger mission. Han valgte Louise Elfrida Meyer, der derfor fik til opgave, at lægge en af de andre fire pigers billede i en urne. Hvis personen på billedet i urnen selv smadrede urnen, skulle Louise Elfrida Meyer tjekke ud af hotellet, hvis en anden end personen på billedet smadrede urnen, skulle den person selv tjekke ud af hotellet, og hvis ingen smadrede urnen, skulle personen på billedet tjekke ud. Det endte med, at Camilla Sølling Nederby smadrede urnen, som viste sig at indeholde Sarah Tiedts billede, og derfor tjekkede Camilla Sølling Nederby ud af hotellet.
2. ↑   Da Nicolai Basic tjekkede ind på hotellet igen, fik han til opgave at fordele nogle masker til pigerne, hvoraf en af dem var farlig. Til parceremonien blev det offentliggjort, hvilken pige der havde den farlige maske. Hvis der stod en dreng bag pigen med den farlige maske, skulle denne dreng forlade hotellet. Hvis der stod to drenge bag pigen med den farlige maske, ville det være op til Nicolai Basic at vælge, hvem som skulle forlade hotellet. Hvis der derimod ikke stod en eneste dreng bag pigen med den farlige maske, ville det være Nicolai Basic der skulle forlade hotellet, fordi hans mission ville være mislykkedes. Da alle drenge havde valgt en pige til parceremonien, fortalte Nicolai Basic, at Anne Plejdrup bar den farlige maske. Her stod Frederik El Foxico Hernandez som den eneste, og han forlod derfor Paradise Hotel.
3. ↑  Da Helena Calzadilla Rasmussen tjekkede ind som ny gæst på hotellet, valgte hun Cecilie Digemose som varulv. Tidligere havde der været en bidekæde, hvor Mike Jørgensen var blevet hotellets vampyr. Da der på Paradise Hotel ikke var plads til både en varulv og en vampyr, skulle en af dem forlade hotellet ved en uddrivelsesceremoni. Cecilie Digemose og Mike Jørgensen skulle hver især vælge tre gæster, som ikke måtte have indflydelse til ceremonien. Cecilie Digemose valgte Anne Plejdrup, Klara Montes Jensen og Thomas Møller Pedersen og Mike Jørgensen valgte Nicolai Basic, Arnold Victor Frederiksen og Sarah Tiedt. Dermed skulle de resterende gæster Camilla Sølling Nederby, Jonass Jannec Jensen, Teitur Skoubo Juliansson og Helena Calzadilla Rasmussen stemme på den, de så ude af Paradise Hotel. Helena Calzadilla Rasmussen var før ceremonien blevet valgt til at få et eliksiren der gjorde, at hun fik stemmeret lige meget hvad. Men da hun havde stemmeret i forvejen, skulle hun give eliksiren til en af de fravalgte, og det blev Klara Montes Jensen. Dermed fik hun stemmeret. Alle 5 stemte på, at Cecilie Digemose skulle forlade Paradise Hotel, hvilket hun efterfølgende gjorde.
4. 1 2  Anne Plejdrup var blevet valgt til Cecilie Digemoses højre hånd, da Cecilie Digemose tjekkede ind igen. Anne Plejdrup fik så valget, om hun ville sætte sig selv i fare og redde Cecilie Digemose, eller om hun ville sætte Cecilie Digemose i fare for at redde sig selv. Hun valgte at sætte sig selv i fare. Bagefter skulle hun vælge, hvem hun ville gå i duel mod. Det blev Mike Jørgensen. Duellen bestod i, at de sammen skulle blive enige om, hvem af de to der skulle forlade Paradise Hotel. Da de ikke kunne blive enige, valgte de hver især en ny, som skulle tale deres sag for at blive. Anne Plejdrup valgte Sarah Tiedt og Mike Jørgensen valgte Casper Haugaard. Sarah Tiedt og Casper Haugaard blev derefter enige om, at Mike Jørgensen skulle forlade hotellet. Efter at Mike Jørgensen var blevet dømt ude, blev han af vært Rikke Göransson bedt om at tage en pige med i faldet. Det blev Nadja Nygaard.
5. ↑   Da Anne Plejdrup og Mike Jørgensen tjekkede ind, skulle de bedømme, hvem der kyssede dårligst. De to dårligste fik et sort hjerte, og de kom i fare. Det blev Lea Haskiel og Daniel Trier, som fik dem. Lea Haskiel fik senere muligheden for at give sit sorte hjerte til en anden, og hun gav det til Cecilie Digemose, der derfor kom i fare. Lea Haskiel mistede retten til at stemme på en deltager til afstemningen, fordi hun gav det sorte hjerte videre.                                                                   Teitur Skoubo Juliansson Camilla Sølling Nederby, Anne Plejdrup, Sarah Tiedt, Jonass Jannec Jensen, Klara Montes Jensen, Thomas Møller Pedersen og Mike Jørgensen stemte alle på, at Daniel Trier skulle forlade hotellet. Nicolai Basic var den eneste, som stemte på Cecilie Digemose. Derfor forlod Daniel Trier hotellet.

## Juryens stemmer på de to finalepar
| Jurymedlem nr. | Teitur og Anne                | Jonass og Sarah         |
| -------------- | ----------------------------- | ----------------------- |
| 1              |                               | Camilla Sølling Nederby |
| 2              | Klara Montes Jensen           |                         |
| 3              | Kasper Tandrup Wegner Eriksen |                         |
| 4              | Sami Hansen                   |                         |
| 5              |                               | Thomas Møller Pedersen  |
| 6              |                               | Louise Elfrida Meyer    |
| 7              | Nicolai Basic                 |                         |
| Stemmer i alt  | 4                             | 3                       |